# Kathrin Hölzl
Kathrin Hölzl (Berchtesgaden (Beieren), 18 juli 1984) is een Duitse voormalige alpineskiester.

## Carrière
Hölzl maakte haar wereldbekerdebuut in december 2001 in Val-d'Isère, Frankrijk. Vier jaar later scoorde ze in het Tsjechische Spindleruv Mlyn haar eerste wereldbekerpunten, in november 2006 finishte ze in Aspen voor de eerste maal in de toptien. Op de wereldkampioenschappen alpineskiën 2007 in het Zweedse Åre eindigde de Duitse als zesde op de reuzenslalom. Bij de wereldbekerfinale van het seizoen 2006/2007 in Lenzerheide, Zwitserland skiedde Hölzl voor de eerste maal in haar carrière naar een podiumplaats. Tijdens de wereldkampioenschappen alpineskiën 2009 in Val-d'Isère veroverde de Duitse de wereldtitel op de reuzenslalom, op de slalom eindigde ze op de achttiende plaats.
Aan het begin van het seizoen 2009/2010 boekte Hölzl in Aspen haar eerste wereldbekerzege door winst op de reuzenslalom. Datzelfde seizoen won ze ook de reuzenslalom in Lienz. Mede dankzij nog 2 andere podiumplaatsen won Hölzl dat seizoen het eindklassement van de wereldbeker reuzenslalom. Ze nam in 2010 ook voor het eerst deel aan de Olympische Winterspelen. In Vancouver eindigde ze zesde op de olympische reuzenslalom.

## Resultaten

### Titels
Wereldkampioene reuzenslalom - 2009
Duits kampioene reuzenslalom - 2009

### Olympische Spelen
| Jaar | Plaats    | Resultaten      |
| ---- | --------- | --------------- |
| 2010 | Vancouver | 6e Reuzenslalom |

### Wereldkampioenschappen
| Jaar | Plaats                 | Resultaten                |
| ---- | ---------------------- | ------------------------- |
| 2007 | Åre                    | 6e Reuzenslalom           |
| 2009 | Val-d'Isère            | Reuzenslalom · 18e Slalom |
| 2011 | Garmisch-Partenkirchen | DNS2 Slalom               |

### Wereldbeker

#### Eindklasseringen
| Seizoen   | Algm | SL  | RS   | SC  |
| --------- | ---- | --- | ---- | --- |
| 2005/2006 | 70e  | 44e | 26e  | -   |
| 2006/2007 | 29e  | 34e | 5e   | 47e |
| 2007/2008 | 24e  | 17e | 8e   | -   |
| 2008/2009 | 25e  | 17e | 12e  | -   |
| 2009/2010 | 8e   | 27e | Goud | 43e |
| 2010/2011 | 25e  | 29e | 7e   | -   |

#### Wereldbekerzeges
| Datum            | Plaats | Onderdeel    |
| ---------------- | ------ | ------------ |
| 28 november 2009 | Aspen  | Reuzenslalom |
| 28 december 2009 | Lienz  | Reuzenslalom |